# 齿轮泵

摆线泵运作图，水流方向自左至右

齿轮泵（英语：gear pump, gear pumps, gear wheel pump）是机器润滑、供油或其它液体系统中的一个部件，液压泵的一种。属旋转式。齿轮箱内有2个或2个以上的齿轮啮合，在旋转作用下从一侧吸入流体再向另一侧排出。其振动及噪声比螺杆泵稍大，可作为螺杆泵代用型式。其作用是使油或其它流体介质具一定的压力和流量及流向。
齿轮泵最基本形式就是两个尺寸相同的齿轮在一个紧密配合的壳体内相互啮合旋转，这个壳体的内部类似“8”字形，两个齿轮装在里面，齿轮的外径及两侧与壳体紧密配合。来自于挤出机的物料在吸入口进入两个齿轮中间，并充满这一空间，随着齿的旋转沿壳体运动，最后在两齿啮合时排出。
齿轮泵也叫正排量装置，正排量泵，即像一个缸筒内的活塞，当一个齿进入另一个齿的流体空间时，液体就被机械性地挤排出来。因为液体是不可压缩的，所以液体和齿就不能在同一时间占据同一空间，这样，液体就被排除了。由于齿的不断啮合，这一现象就连续在发生，因而也就在泵的出口提供了一个连续排除量，每转一转，排出的量是一样的。随着驱动轴的不间断地旋转，也就不间断地排出流体。齿轮泵的流量直接与转速有关。